# Weingraben
Weingraben (kroatisch Bajngrob, ungarisch Borosd) ist eine Gemeinde mit 353 Einwohnern (Stand 1. Jänner 2024) im Burgenland im Bezirk Oberpullendorf in Österreich. Die Volksgruppe der Burgenland-Kroaten macht 43 % der Bevölkerung aus. Teile des Gemeindegebietes gehören zum Naturpark Landseer Berge.

## Geografie

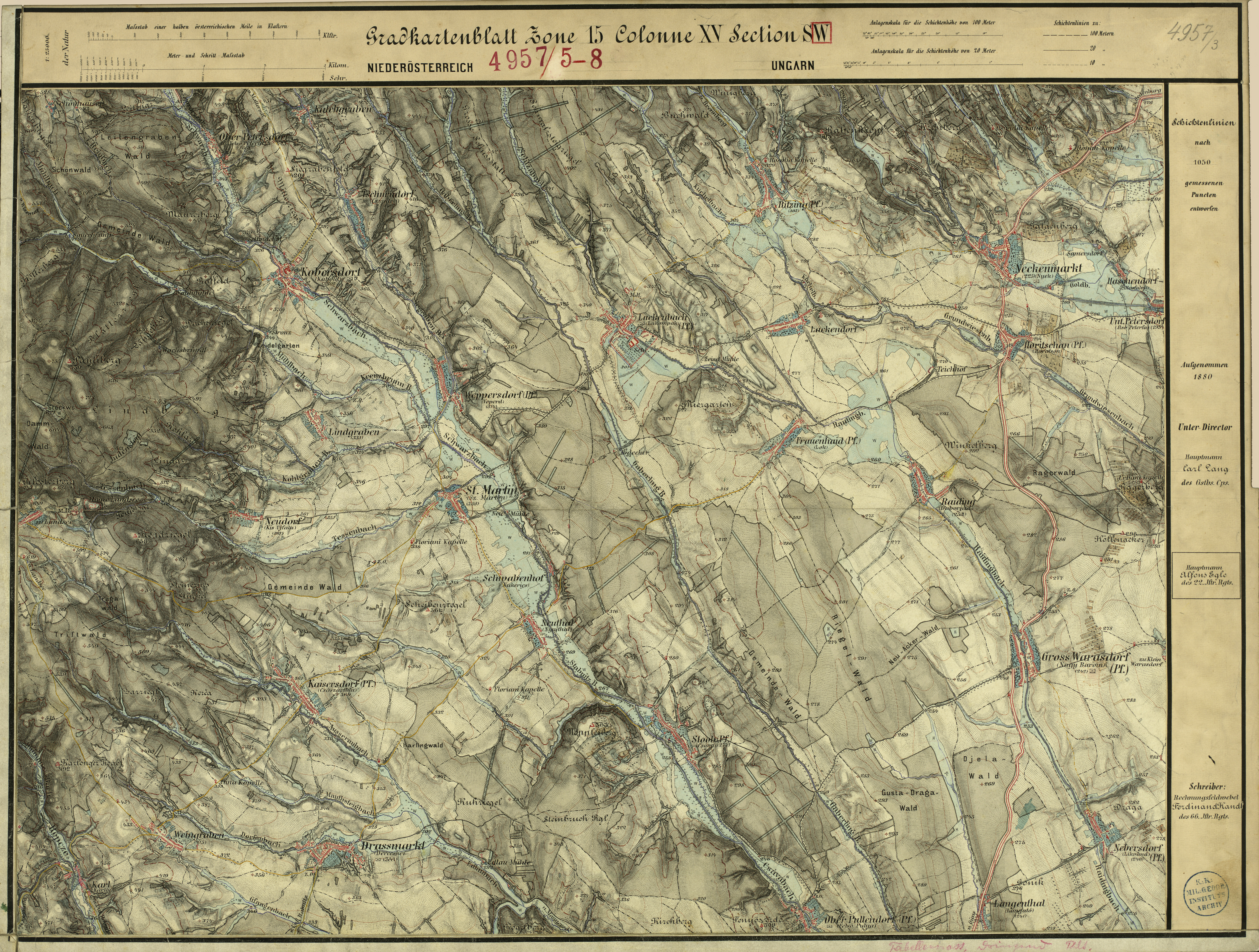
Weingraben (links unten) um 1880 (Aufnahmeblatt der Landesaufnahme)

Die Gemeinde liegt im Mittelburgenland an den Ausläufern der Buckligen Welt. Die Gemeindegrenze bildet im Westen die Rabnitz, im Osten der Mitteraubach. Der Ort Weingraben liegt im Süden auf einer Höhe von 415 Meter. Nach Norden steigt das Gemeindegebiet bewaldet auf 600 Meter an.
Weingraben ist der einzige Ort in der Gemeinde.
Die Gemeinde hat eine Fläche von 9,22 Quadratkilometer. Davon sind 31 Prozent landwirtschaftliche Nutzfläche und 61 Prozent sind bewaldet.

### Nachbargemeinden
| Markt Sankt Martin Burgenland     | Markt Sankt Martin Burgenland               | Kaisersdorf Burgenland |
| Kirchschlag in der Buckligen Welt | Kompassrose, die auf Nachbargemeinden zeigt | Draßmarkt Burgenland   |
| Draßmarkt                         | Draßmarkt                                   | Draßmarkt              |

## Geschichte
Vor Christi Geburt war das Gebiet Teil des keltischen Königreiches Noricum und gehörte zur Umgebung der keltischen Höhensiedlung Burg auf dem Schwarzenbacher Burgberg.
Später unter den Römern lag das heutige Weingraben dann in der Provinz Pannonia.
Der Ort gehörte wie das gesamte Burgenland bis 1920/21 zu Ungarn (Deutsch-Westungarn). Seit 1898 musste aufgrund der Magyarisierungspolitik der Regierung in Budapest der ungarische Ortsname Borosd verwendet werden. Nach Ende des Ersten Weltkriegs wurde nach zähen Verhandlungen Deutsch-Westungarn in den Verträgen von St. Germain und Trianon 1919 Österreich zugesprochen. Der Ort gehört seit 1921 zum neu gegründeten Bundesland Burgenland (siehe auch Geschichte des Burgenlandes).
Laut Dehio Burgenland 1976 wurde der Ort 1588 urkundlich genannt und war eine kroatische Neubesiedelung. 1976 war der Ort ein Teil der Gemeinde Kaisersdorf.

## Kultur und Sehenswürdigkeiten

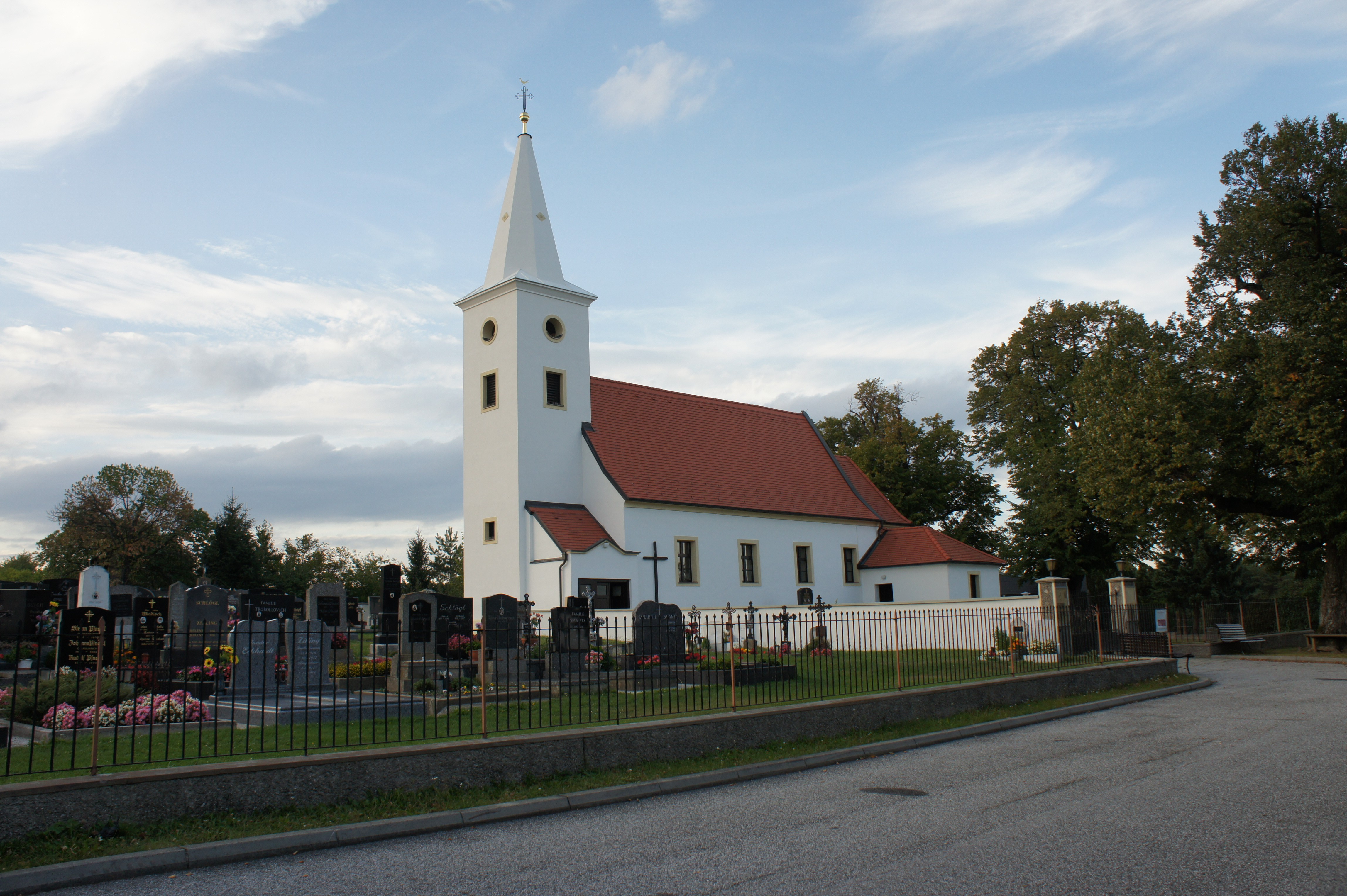
Filialkirche Weingraben

- Katholische Filialkirche St. Maria Magdalena (Weingraben)

## Politik

### Gemeinderat

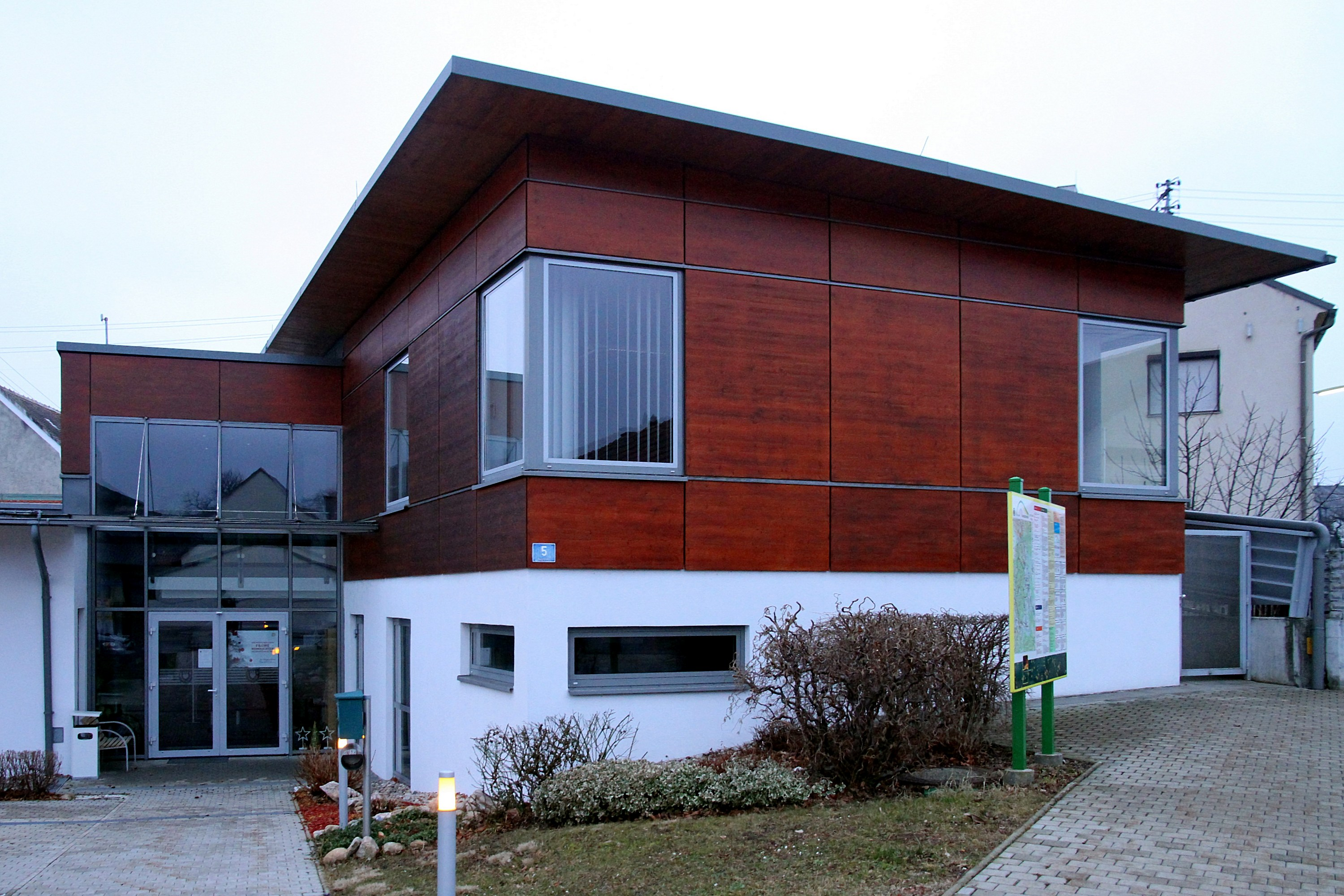
Gemeindeamt Weingraben

Der Gemeinderat umfasst aufgrund der Anzahl der Wahlberechtigten insgesamt 11 Mitglieder.
| Partei          | 2022    | 2022    | 2022    | 2017             | 2017             | 2017             | 2012             | 2012             | 2012             | 2007             | 2007             | 2007             | 2002             | 2002             | 2002             | 1997             | 1997             | 1997             |
| Partei          | Sti.    | %       | M.      | Sti.             | %                | M.               | Sti.             | %                | M.               | Sti.             | %                | M.               | Sti.             | %                | M.               | Sti.             | %                | M.               |
| --------------- | ------- | ------- | ------- | ---------------- | ---------------- | ---------------- | ---------------- | ---------------- | ---------------- | ---------------- | ---------------- | ---------------- | ---------------- | ---------------- | ---------------- | ---------------- | ---------------- | ---------------- |
| SPÖ             | 204     | 61,63   | 7       | 181              | 60,33            | 7                | 217              | 61,82            | 7                | 206              | 62,80            | 7                | 211              | 65,53            | 7                | 194              | 64,67            | 7                |
| GW              | 64      | 19,34   | 2       | nicht kandidiert | nicht kandidiert | nicht kandidiert | nicht kandidiert | nicht kandidiert | nicht kandidiert | nicht kandidiert | nicht kandidiert | nicht kandidiert | nicht kandidiert | nicht kandidiert | nicht kandidiert | nicht kandidiert | nicht kandidiert | nicht kandidiert |
| ÖVP A1          | 63      | 19,03   | 2       | 119              | 39,67            | 4                | 134              | 38,18            | 4                | 122              | 37,20            | 4                | 111              | 34,47            | 4                | 106              | 35,33            | 4                |
| Wahlberechtigte | 425     | 425     | 425     | 415              | 415              | 415              | 432              | 432              | 432              | 421              | 421              | 421              | 401              | 401              | 401              | 360              | 360              | 360              |
| Wahlbeteiligung | 81,41 % | 81,41 % | 81,41 % | 79,52 %          | 79,52 %          | 79,52 %          | 87,50 %          | 87,50 %          | 87,50 %          | 82,90 %          | 82,90 %          | 82,90 %          | 91,02 %          | 91,02 %          | 91,02 %          | 88,89 %          | 88,89 %          | 88,89 %          |

### Bürgermeister
Bürgermeister ist Peter Kohlmann (SPÖ). Kohlmann wurde bei der Bürgermeisterdirektwahl 2012 mit 61,10 % zum Nachfolger von Franz Hoschopf (SPÖ), der aus Altersgründen nicht mehr antrat, gewählt. Seine Mitbewerberin war Bernadette Gsertz (ÖVP), die auf 38,90 % kam. Bei der Wahl am 1. Oktober 2017 wurde Kohlmann mit 72,73 % in seinem Amt bestätigt, wobei es keinen Mitbewerber gab, da die ÖVP auf die Stellung eines Kandidaten verzichtete.
In der konstituierenden Sitzung des Gemeinderats wurde Angelika Greiner (ÖVP-LW) zur Vizebürgermeisterin gewählt.
Als Kohlmann 2021 sein Amt zurücklegte, wurde Thomas Stoiber als sein Nachfolger gewählt. Bei der Wahl 2022 wurde Thomas Stoiber mit 66,38 Prozent der Stimmen als Bürgermeister bestätigt.
Bürgermeister-Historie
- bis 2012 Franz Hoschopf
- 2012–2021 Peter Kohlmann
- seit 2021 Thomas Stoiber

## Persönlichkeiten
Der Philosoph und Autor Volker Zotz lebte und schrieb Anfang der 1990er Jahre in Weingraben.